# Маккіннон (Вайомінг)
Маккіннон (англ. McKinnon) — переписна місцевість (CDP) в США, в окрузі Світвотер штату Вайомінг. Населення — 20 осіб (2020).

## Географія
Маккіннон розташований за координатами 41°1′53″ пн. ш. 109°56′18″ зх. д. / 41.03139° пн. ш. 109.93833° зх. д. (41.031441, -109.938300).  За даними Бюро перепису населення США в 2010 році переписна місцевість мала площу 15,16 км², уся площа — суходіл.

## Демографія
Згідно з переписом 2010 року, у переписній місцевості мешкало 60 осіб у 16 домогосподарствах у складі 15 родин. Густота населення становила 4 особи/км².  Було 19 помешкань (1/км²).
Расовий склад населення:
| - 86,7 % — білих - 3,3 % — чорних або афроамериканців - 1,7 % — азіатів - 1,7 % — осіб інших рас |

До двох чи більше рас належало 6,7 %. Частка іспаномовних становила 1,7 % від усіх жителів.
За віковим діапазоном населення розподілялося таким чином: 38,3 % — особи молодші 18 років, 55,0 % — особи у віці 18—64 років, 6,7 % — особи у віці 65 років та старші. Медіана віку мешканця становила 30,0 року. На 100 осіб жіночої статі у переписній місцевості припадало 100,0 чоловіків;  на 100 жінок у віці від 18 років та старших — 94,7 чоловіків також старших 18 років.
Цивільне працевлаштоване населення становило 0 осіб. 